# Lonidamine
Lonidamine là một dẫn xuất của axit indazole-3-carboxylic, trong một thời gian dài, đã được biết đến để ức chế đường phân hiếu khí trong các tế bào ung thư. Nó dường như tăng cường glycolysis hiếu khí trong các tế bào bình thường, nhưng ngăn chặn glycolysis trong các tế bào ung thư. Điều này rất có thể thông qua sự ức chế hexokinase liên kết ty thể. Các nghiên cứu sau đó ở các tế bào khối u cổ trướng Ehrlich cho thấy lonidamine ức chế cả hô hấp và glycolysis dẫn đến giảm ATP của tế bào.
Các thử nghiệm lâm sàng của lonidamine kết hợp với các chất chống ung thư khác cho nhiều loại ung thư đã bắt đầu. Điều này là do khả năng đã được chứng minh của nó để ức chế chuyển hóa năng lượng trong các tế bào ung thư và tăng cường hoạt động của các tác nhân chống ung thư.
Lonidamine đã được sử dụng trong điều trị các khối u não kết hợp với xạ trị và temozolomide. Một nghiên cứu trong ống nghiệm cho thấy rằng sự kết hợp của temozolomide và lonidamine ở mức có thể đạt được trên lâm sàng, nồng độ trong huyết tương thấp, có thể ức chế sự phát triển của khối u và lonidamine có thể làm giảm liều temozolomide cần thiết cho sự phát xạ của khối u não.
Một dẫn xuất của lonidamine, gamendazole, đang được thử nghiệm như một loại thuốc tránh thai nam có khả năng.